# Wolfgang Spitzmüller
Wolfgang Spitzmüller (* 16. Juni 1969 in Wien) ist ein österreichischer Politiker der Grünen und Internet-Berater. Er ist seit 2014 Abgeordneter zum Burgenländischen Landtag.

## Ausbildung und Beruf
Nach dem Besuch der Volksschule und der Integrierten Gesamtschule, besuchte Spitzmüller zwei Klassen der Handelsschule. Danach erlernte er den Beruf des Einzelhandelskaufmanns.
Er war drei Jahre als Nutztierreferent für den Tierschutzverein Vier Pfoten tätig, ehe er 1996 nach Willersdorf, ein Ort in der Gemeinde Oberschützen, übersiedelte. Dort war er zunächst als Biobauer tätig und verwertete seine Produkte in der Direktvermarktung. Zusätzlich war er im Offenen Haus Oberwart für die Öffentlichkeitsarbeit zuständig.
Derzeit ist Spitzmüller als Angestellter im Internet-Bereich tätig.

## Politik
Zur Politik und damit zu den Grünen kam Spitzmüller durch seine Ehefrau, die die ersten Kontakte herstellte.
In Oberschützen ist er seit 2012 wieder im Gemeinderat, nachdem er während einer Funktionsperiode pausierte. Er hat dort die Funktion des Umweltgemeinderats inne. Ursprünglich wollte er bei den Gemeinderatswahlen 2012 an erster Stelle für die Grünen in Oberwart, wo er einen Nebenwohnsitz hat, kandidieren. Die Gemeindewahlbehörde unter der Leitung von Bürgermeister Gerhard Pongracz hat dem Grünen-Spitzenkandidat Spitzmüller jedoch einstimmig das Wahlrecht aberkannt, da er weder einen ordentlichen Wohnsitz in der Gemeinde hat und der Mittelpunkt der wirtschaftlichen, beruflichen, familiären oder gesellschaftlichen Lebensverhältnisse nicht gegeben ist.
Spitzmüller ist seit vielen Jahren Sprecher der Grünen im Bezirk Oberwart. Seit Herbst 2013 ist er Vorstandsmitglied der Grünen im Burgenland.
Seit 30. Jänner 2014 ist er Abgeordneter der Grünen im Burgenländischen Landtag. Dort ist er im Hauptausschuss und im Ausschuss für europäische Integration und grenzüberschreitende Zusammenarbeit sowie im Landeskontrollausschuss (dort als Obmann-Stellvertreter) tätig. Gleich in seiner ersten Sitzung gab es von ihm die erste Wortmeldung zum „Bericht über die wirtschaftliche und soziale Lage der Land- und Forstwirtschaft im Burgenland 2012“.
Spitzmüller macht sich auch für den Erhalt der Bahnstrecke Friedberg–Oberwart stark. Er betont, dass es „zum Schaden der Wirtschaft“ sei, dass es südlich von Oberwart keinen Güterverkehr mehr auf der Bahn gebe. Dabei seien 2014 etwa 76.000 Tonnen an Gütern auf der Strecke transportiert worden. Er fordert, dass das Land Burgenland mit dem Bund gemeinsam die Bahnstrecke Friedberg–Oberwart–Großpetersdorf finanziell sichert.
Bei der Landesversammlung der Grünen am 21. Februar 2015 in Oberschützen wurde nicht Spitzmüller an erster Stelle für die Landtagswahl im Burgenland 2015 gewählt, sondern die Landessprecherin der Grünen Regina Petrik. Spitzmüller musste mit dem zweiten Platz vorliebnehmen. Die Grünen, die bisher ein Mandat im Landtag hielten, konnten bei der Landtagswahl 2015 im Burgenland ein Mandat dazugewinnen. Spitzmüller wurde bei der konstituierten Sitzung des Burgenländischen Landtages am 9. Juli für weitere vier Jahre als Landtagsabgeordneter angelobt.

## Privates
Spitzmüller ist verheiratet und Vater von zwei Kindern. Er ist überzeugter Vegetarier und passionierter Barfuß-Geher und -Läufer.